# Mirabello Sannitico
Mirabello Sannitico ist eine italienische Gemeinde (comune) mit 2036 Einwohnern (Stand 31. Dezember 2023) in der Provinz Campobasso in der Region Molise. Die Gemeinde liegt etwa vier Kilometer südlich von Campobasso.

## Geschichte
Die Siedlung geht auf eine Gründung des Mittelalters zurück. 1193 wird der Ort erstmals urkundlich erwähnt. Mehrfach wurde der Ort durch Erdbeben heimgesucht.